# فاياتور
بلدية فاياتور (بالإسبانية: Viator)‏, هي بلدية تقع في مقاطعة المرية. جنوب شرق إسبانيا. يبلغ عدد سكانها 3.950 نسمة.

## وصلات خارجية
- (بالإسبانية)